# 144-es busz (Budapest)
A budapesti 144-es jelzésű autóbusz az Örs vezér tere és a Rákosszentmihály, Csömöri út között közlekedik. A járatot a Budapesti Közlekedési Zrt. üzemelteti.
Körforgalmi járatként közlekedik János utca – Rákosi út – Mátyás király út – Csömöri út útvonalon!

## Története
1970. április 3-án indult 31Y jelzéssel az Örs vezér tere és a Békés Imre utca között a megszűnő rákosszentmihályi HÉV pótlására. A buszok a Kerepesi út felől, a Thököly úton jutottak el Rákosszentmihályra, a Békés Imre utcánál pedig tolatva fordultak vissza. 1977. január 1-jén a 144-es jelzést kapta. 1978. március 1-jétől körforgalomban közlekedik, a Csömöri úton és a János utcán keresztül. 1979 júliusától az új Fogarasi úti felüljárón közlekedik, ezzel elérte az útvonal a mai formáját. A Thököly úti szakasz pótlására a 77-es buszt meghosszabbították az Örs vezér teréig.

## Járművek
2008. augusztus 21. előtt csak Ikarus 260-as típusú buszok közlekedtek ezen a vonalon, de a 2008-as paraméterkönyv bevezetése után megjelentek az Ikarus 412-es típusú buszok is.

## Útvonala
| Rákosszentmihály, Csömöri út felé |
| Örs vezér tere M+H vá. – Füredi utca – Vezér utca – Fogarasi út – felüljáró – Csömöri út – Rózsa utca – Rákosi út – Mátyás király utca – Rákosszentmihály, Csömöri út vá.      |
| Örs vezér tere felé |
| Rákosszentmihály, Csömöri út vá. – Csömöri út – János utca – Rákosi út – Rózsa utca – Csömöri út – felüljáró – Fogarasi út – Vezér utca – Füredi utca – Örs vezér tere M+H vá. |

## Megállóhelyei
| 0  | Örs vezér tere M+H végállomás           | 16 | 10, 31, 32, 44, 45, 67, 85, 85E, 97E, 131, 161, 161A, 161E, 168E, 169E, 174, 176E, 231, 244, 276E, 277 80, 81, 82, 82A 3, 62, 62A 410, 419, 430, 440, 441, 484, 485, 486, 505, 508, 509, 510 1040, 1049, 1070, 1075, 1077, 1078 | Metróállomás, Autóbusz-állomás, HÉV-állomás, Volánbusz-állomás, Sugár üzletközpont, Árkád bevásárlóközpont |
| 1  | Álmos vezér útja                        | 14 | 131, 231, 231B 81, 82, 82A | |
| 2  | Vezér utca (↓) Füredi utca (↑)          | 13 | 131, 231, 231B 81, 82, 82A 419 | |
| 3  | Tihamér utca                            | 13 | 131, 231, 231B 81, 82, 82A | |
| 4  | Fogarasi út                             | 12 | 31, 130, 131, 231, 231B 80, 81, 82, 82A | |
| 4  | Fischer István utca                     | 11 | 130, 131, 231, 231B 80 | |
| 8  | Rózsa utca (↓) Csömöri út (↑)           | 8  | 31, 92, 92A, 130, 131, 231, 231B | |
| 8  | Szent Korona utcai lakótelep            | 8  | | |
| 9  | Rákosi út (↓) Rózsa utca (↑)            | 7  | 174, 244 419 | |
| 11 | Batthyány utca                          | 6  | 174, 244, 277 419 | |
| 13 | József utca                             | 4  | 92, 92A, 174, 244 419 | |
| 13 | János utca (↓) Rákosi út (↑)            | 3  | 174, 244 419 | |
| 14 | Diófa utca                              | ∫  | 174, 244 | |
| ∫  | Szent Korona utca                       | 2  | | |
| 15 | Mátyás király utca 71.                  | ∫  | 46, 146, 174 419 | |
| ∫  | János utca                              | 1  | 31, 46, 130, 131, 146 | |
| 16 | Szent Korona utca                       | ∫  | | |
| ∫  | György utca                             | 0  | 31, 46, 130, 131, 146 | |
| 17 | Rákosszentmihály, Csömöri út végállomás | 0  | 31, 46, 131, 146 | |